# Afroarctia histrionica
Afroarctia histrionica är en fjärilsart som beskrevs av De Toulgoët 1978. Afroarctia histrionica ingår i släktet Afroarctia och familjen björnspinnare. Inga underarter finns listade i Catalogue of Life.